# The Blueprint²: The Gift & the Curse
The Blueprint²: The Gift & the Curse er et dobbeltalbum fra 2002 af rapperen Jay-Z. Den ene cd er kaldet The Gift og den anden The Curse. Karakteristisk for albummet er, at en stor del af numrene er lavet sammen med andre kunstnere.

## Nummerliste

### The Gift (CD 1)
1. "A Dream" (featuring Faith Evans and Notorious B.I.G.) (Produced by Kanye West)
2. "Hovi Baby" (Produced by Just Blaze)
3. "The Watcher 2" (featuring Dr. Dre, Rakim & Truth Hurts) (Produced by Dr. Dre)
4. "'03 Bonnie & Clyde" (featuring Beyoncé) (Produced by Kanye West)
5. "Excuse Me Miss" (featuring Pharrell Williams) (Produced by The Neptunes)
6. "What They Gonna Do" (featuring Sean Paul) (Produced by Timbaland)
7. "All Around the World" (featuring LaToiya Williams) (Produced by No I.D.)
8. "Poppin' Tags" (featuring Big Boi, Killer Mike & Twista) (Produced by Kanye West)
9. "Fuck All Nite" (Produced by The Neptunes)
10. "The Bounce" (featuring Kanye West) (Produced by Timbaland)
11. "I Did It My Way" (featuring Paul Anka) (Produced by Jimi Kendrix)

### The Curse (CD 2)
1. "Diamonds Is Forever" (Produced by Ron Feemster)
2. "Guns & Roses" (featuring Lenny Kravitz) (Produced by Heavy D)
3. "U Don't Know" (remix, featuring M.O.P.) (Produced by Just Blaze)
4. "Meet the Parents" (Produced by Just Blaze)
5. "Some How Some Way" (featuring Beanie Sigel and Scarface) (Produced by Just Blaze)
6. "Some People Hate" (Produced by Kanye West)
7. "Blueprint 2" (Produced by Charlemagne)
8. "Nigga Please" (featuring Young Chris) (Produced by The Neptunes)
9. "2 Many Hoes" (Produced by Timbaland)
10. "As One" (featuring Memphis Bleek, Freeway, Young Gunz, Peedi Crakk, Sparks & Rell) (Produced by Just Blaze)
11. "A Ballad For The Fallen Soldier" (Produced by The Neptunes)

#### Bonus Tracks (ligger på CD 2)
1. "Show You How" (Bonus Track) (Produced by Just Blaze)
2. "Bitches and Sisters" (Bonus Track) (Produced by Just Blaze)
3. "What They Gonna Do Part 2" (Bonus Track) (Produced by Digga)